# Château de Ruyff
Le château de Ruyff est un château classé situé dans la commune de Welkenraedt (section d'Henri-Chapelle), au nord de la province de Liège (Belgique). La ferme adjacente est également classée.

## Localisation
Le château est situé dans le hameau de Ruyff, le long de la rue Saint-Vincent, à environ 2 500 m au nord-ouest du centre de la localité de Welkenraedt. Il se trouve aussi à environ 300 m à l'ouest du château de Baelen, autre château classé abritant un centre hospitalier spécialisé en matière de psychiatrie.

## Histoire
D'après certaines sources, ce château doit son nom au chevalier Arnold de Rueve qui en est le propriétaire en 1172 et qui a donné son nom au lieu. En 1314, le vieux château de Ruyff est la propriété de Henri de Rueve. Ce bâtiment a sans doute été détruit ou complètement remanié au cours des siècles suivants. La plus ancienne construction encore existante est le donjon à base carrée érigé au XVIIe siècle. De nombreuses familles de propriétaires se sont succédé au cours des siècles parmi lesquelles les familles Krummel d'Eynatten, de Palant, de Croonenberg, de Waha-Baillonville et de la Rousselière-Clouard. En 1907, le domaine est vendu aux Pères lazaristes de Theux.

## Description

### Le château
Entouré de douves très étroites au nord, à l'est et à l'ouest mais s'étendant sur un important plan d'eau au sud, le château est formé par trois ailes placées en U avec, en sus, le donjon adossé à l'angle nord de l'aile est. Le château est construit en moellons de grès et de calcaire sur deux niveaux (un étage) et sous de hautes toitures en ardoises percées de lucarnes. Au nord, l'aile d'entrée longue d'une trentaine de mètres est accessible par un petit pont franchissant les douves étroites et conduisant au portail d'entrée à fronton triangulaire soutenu par deux colonnes. Au sud, à l'arrière des trois ailes, une terrasse s'ouvre sur un jardin donnant sur une pièce d'eau avec une petite île accessible par une passerelle.

### La ferme
Bâtie aussi en U et orientée comme le château mais de dimensions plus importantes (ailes d'une longueur d'environ 45 mètres), la ferme date du XVIIe siècle et du XVIIIe siècle. Elle se trouve à moins de 10 mètres au nord du château. Le portail d'entrée cintré sous un fronton se situe sur l'aile orientale, au milieu d'une partie construite en pierre calcaire alors que la majorité des bâtiments est réalisée en moellons de grès.

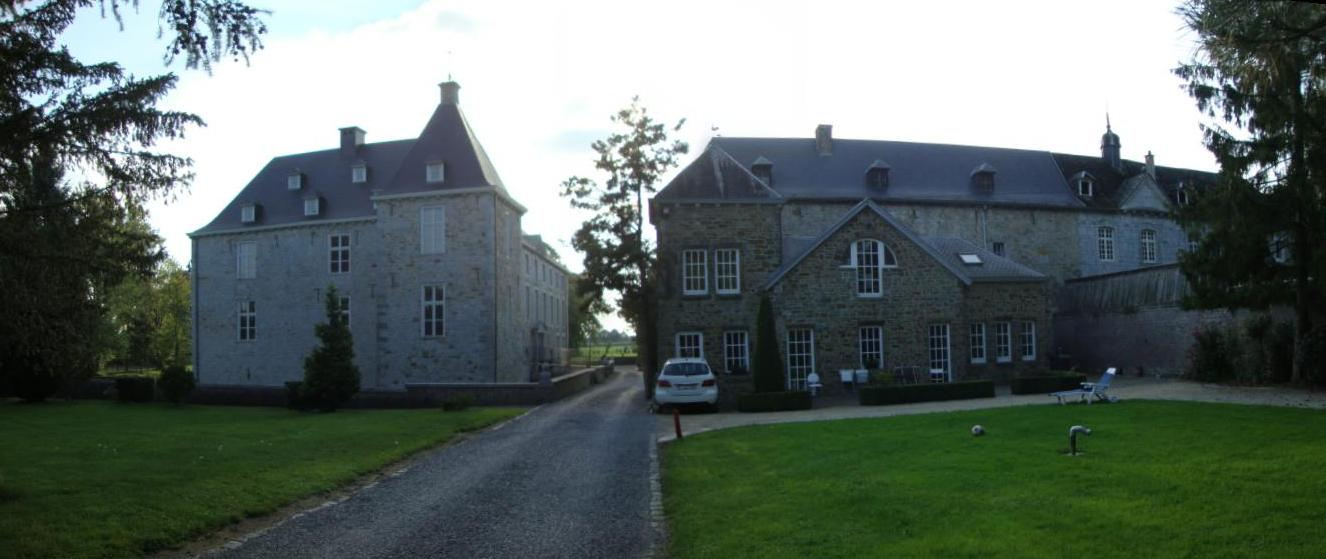
Le château de Ruyff à gauche et la ferme à droite

## Classement
Le château de Ruyff, rue Saint-Vincent n°71 : - ferme et château (façades, toitures, à l'exception de la partie basse d'un seul niveau réunissant les deux ailes du château sur la cour intérieure); - conciergerie du château, à l'angle sud-est de la ferme; - garages et remises fermant actuellement la cour de la ferme vers le sud; - à l'intérieur du château : cage d'escalier et vestibule à colonnes dans l'aile est, cheminée en marbre et stuc de la salle à manger au rez-de-chaussée de la même aile et totalité du décor (plafond de stuc, cheminée) du salon situé au rez-de-chaussée de l'ancien donjon (angle est du château)  ainsi que l' étang au milieu duquel est posé le château, le parc boisé et quelques prairies environnantes. L'ensemble est repris sur la liste du patrimoine immobilier classé de Welkenraedt depuis le 29 août 1989.

## Source et lien externe
- Site de trois-frontieres.be